# 팜 파탈

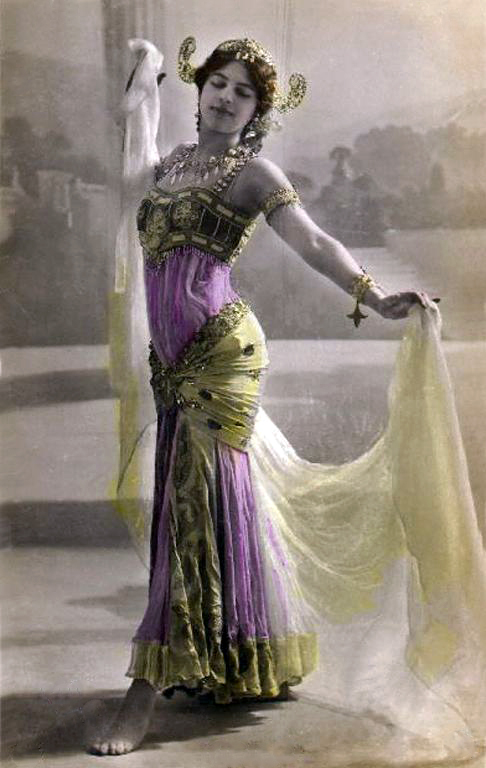
팜 파탈이라 불린 마타 하리

팜 파탈(프랑스어: femme fatale)은 '파멸로 이끄는', '숙명적', '치명적'인을 의미하는 프랑스어 파탈(여성형 fatale)과 '여성'을 의미하는 팜(femme)의 합성어이다. 19세기 유럽의 문학에서 사용을 시작하였고, 주로 남성을 파멸적인 상황으로 이끄는 매력적인 여자의 뜻으로 쓰인다.

## 같이 보기
- 마타 하리
- 루크레치아 보르자
- 요녀독부
- 그레비얼룩말